# Острецов, Игорь Николаевич
Игорь Николаевич Острецо́в (род. 19 февраля 1939, Ростов-на-Дону, СССР) — советский учёный, доктор технических наук, профессор, специалист по ядерной физике и атомной энергетике.

## Биография
И. Н. Острецов родился в 1939 году в Ростове-на-Дону.
В 1962 он закончил Факультет химической физики МФТИ.
В 1965 году Острецов окончил аспирантуру МФТИ и получил степень кандидата физико-математических наук.
С 1965 по 1980 — начальник лаборатории НИИ Тепловых процессов.
С 1972 — доктор технических наук, профессор. В 1965—1976 годах он преподавал в МГТУ имени Баумана. Его область интересов в эти годы — космическая энергетика и ряд прикладных задач в военной области, в том числе проблемы радиомаскировки космических и атмосферных летательных аппаратов.
С 1980 по 2008 (или 2009) — заместитель директора ВНИИ атомного машиностроения по науке.
С 1986 по 1987 Острецов руководил работами Министерства энергетического машиностроения СССР по ликвидации последствий аварии на ЧАЭС.
До 2016 года он работал главным специалистом ОКБ «Гидропресс» (входит в АО «Атомэнергомаш» ГК «Росатом»). В феврале 2016 года Острецов заявил, что был уволен за свои публикации на железногорском сайте «Сегодняшняя газета».

## Публичная деятельность
Один из авторов гипотетической концепции ЯРТ-энергетики. Вместе с соавторами руководит общественным «Московским Энергетическим Клубом».
Представители РНЦ КИ и ВНИИАМ отмечали ненаучность концепции ЯРТ-энергетики и её несоответствие основным заявляемым характеристикам. Расчёты показывают, что в ЯРТ-установках эффект умножения энергии пучка за счёт ядерной энергии либо недостаточен (для тория и урана-238), либо полностью отсутствует (свинец).
Заявлял, что землетрясение и цунами в Индийском океане в 2004 году было испытанием подводного ядерного взрыва с целью вызова цунами.
Заявлял, что цунами около Японии и катастрофа на АЭС Фукусима в 2011 году вызваны искусственным ядерным взрывом, устроенным США с целью остановки японских АЭС и последующего изъятия из них урана, в котором стали нуждаться американские АЭС
Заявлял, что аварию на ЧАЭС в 1986 году устроили умышленно в интересах США. Также утверждал, что в 1975 году планировалась аналогичная катастрофа на ЛАЭС, но тогда взорвать реактор не получилось.
Пропагандист теории лунного заговора.
Имеет верифицированный аккаунт на Bastyon.